# Mparany Rajohnson
Mparany Rajohnson (Antananarivo, 30 juli 1948) is een Malagassisch jurist. Aanvankelijk was hij sinds 1978 rechter en plaatsvervangend procureur. Vervolgens werd hij in 1997 sectiedirecteur en is hij sinds 2002 algemeen secretaris van het Ministerie van Justitie. Sinds 2012 is hij daarnaast een van de rechters van het Internationaal Residumechanisme voor Straftribunalen, dat lopende zaken afhandelt van het Rwanda-tribunaal en het Joegoslavië-tribunaal.

## Levensloop
Rajohnson en behaalde een licentiaat (bachelorsgraad) in burgerlijk recht en een diploma tijdens een vervolgstudie aan het Instituut voor Juridische Studies. Tijdens zijn loopbaan volgde hij een groot aantal workshops en studies, waaronder aan de rechteropleiding van de École nationale de la magistrature (ENM) in Bordeaux. Hij doceert daarnaast sinds 1997 zelf aan de school voor de magistrature in Antananarivo.
Hij begon zijn professionele loopbaan in 1978 als onderzoeksrechter in Mananjary. Vervolgens werd hij van 1979 tot 1986 plaatsvervangend procureur van het Hof van Eerste Aanleg in Antsirabe en vervolgens tot 1990 rechter van dit hof. Van 1990 tot 1992 was hij vicepresident van het Hof van Eerste Aanleg. Van 1993 tot eind 1996 stond hij aan het hoofd van de dienst voor strafzaken van het Ministerie van Justitie. Vervolgens was hij acht maanden onderzoeksrechter in Antananarivo.
Van 1997 tot 2002 was hij sectiedirecteur en sinds november 2002 algemeen secretaris van het Ministerie van Justitie, en rechter in de eerste graad. In 2012 werd hij ernaast beëdigd tot rechter van het Internationale Residumechanisme voor Straftribunalen, om op oproepbasis lopende zaken af te handelen van het Rwanda-tribunaal en het Joegoslavië-tribunaal. Rajohnson werd onderscheiden als Ridder in de Nationale Orde van Madagaskar en als Ridder in de Orde van Verdienste.